# Vito Fossella

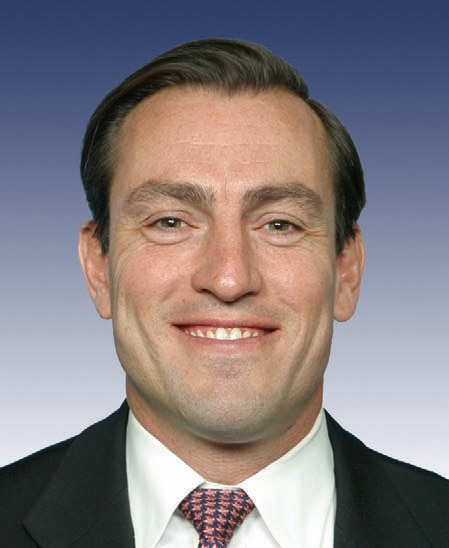
Vito Fossella (2005)

Vito John Fossella Jr. (* 9. März 1965 auf Staten Island, New York City) ist ein US-amerikanischer Politiker. Zwischen 1997 und 2009 vertrat er den Bundesstaat New York im US-Repräsentantenhaus.

## Werdegang
Vito Fossella ist der Urenkel des Kongressabgeordneten James A. O’Leary (1889–1944). Er absolvierte die Monsignor Farrell High School in Staten Island und danach im Jahr 1987 die zur University of Pennsylvania gehörende Wharton School. Nach einem anschließenden Jurastudium an der Fordham University und seiner 1994 erfolgten Zulassung als Rechtsanwalt begann er in New York City in diesem Beruf zu arbeiten. Gleichzeitig schlug er als Mitglied der Republikanischen Partei eine politische Laufbahn ein. Zwischen 1994 und 1997 gehörte er dem Stadtrat von New York an.
Nach dem Rücktritt der Abgeordneten Susan Molinari wurde Fossella bei der fälligen Nachwahl für den 13. Sitz von New York als deren Nachfolger in das US-Repräsentantenhaus in Washington, D.C. gewählt, wo er am 4. November 1997 sein neues Mandat antrat. Nach fünf Wiederwahlen konnte er bis zum 3. Januar 2009 im Kongress verbleiben. In seine Zeit als Kongressabgeordneter fielen die Terroranschläge am 11. September 2001, der Irakkrieg und der Militäreinsatz in Afghanistan. Fossella war Mitglied im Ausschuss für Energie und Handel sowie in drei Unterausschüssen. Für New Yorker Verhältnisse war er sehr konservativ. Seit 2005 war Fossella wegen seiner hohen Wahlkampfkosten, aber auch wegen dubioser Wahlkampfmethoden in den Schlagzeilen. Im Jahr 2008 kam eine außereheliche Affäre hinzu. Daraufhin erklärte er, seine laufende Legislaturperiode im Kongress beenden zu wollen. Gleichzeitig verzichtete er aber bei den Wahlen im Jahr 2008 auf eine weitere Kandidatur. Diesen Plan setzte er dann in die Tat um.
In den Folgejahren arbeitete er in leitender Stellung in privaten Unternehmen.
Im Jahr 2021 wurde Vito Fossella mit Unterstützung durch Donald J. Trump in das Amt des Borough President seines New Yorker Heimat-Stadtbezirks Staten Island gewählt.